# Michael Wittmann (Musikwissenschaftler)
Michael Wittmann (* 1956 in Heilbronn) ist ein deutscher Musikwissenschaftler.

## Leben
Wittmann studierte von 1975 bis 1980 Musikwissenschaft (bei Hans Heinrich Eggebrecht), Philosophie und Geschichte an der Albert-Ludwigs-Universität in Freiburg im Breisgau. Von 1980 bis 1983 und 1987 war er Stipendiat des Deutschen Historischen Instituts Rom (DHI). 1986 wurde er in Freiburg promoviert. Von 1987 bis 1990 war er Stipendiat der Deutschen Forschungsgemeinschaft (DFG). Es folgte ein Forschungsaufenthalt in Italien.
Seit 1991 ist Wittmann als Wissenschaftlicher Mitarbeiter am Musikwissenschaftlichen Institut der Freien Universität Berlin tätig. Er publizierte Arbeiten zur Geschichte der Musiktheorie im Mittelalter, zur Operngeschichte des 19. und 20. Jahrhunderts und zur Berliner Musikgeschichte. Wittmann bemüht sich um eine enge Verbindung von Musikforschung und musikalischer Praxis. Als wissenschaftlicher Berater des Berolina-Ensembles hat er die Wiederaufführung vergessener Komponisten wie Iwan Müller, Ernst Rudorff, Waldemar von Baußnern, Conrad Ansorge auf den Weg gebracht; in gleicher Eigenschaft hat Wittmann für das Rossini-Festival in Bad Wildbad die Wiederentdeckung von Opern Saverio Mercadantes, Michele Carafas und Francesco Morlacchis initiiert. Seine Editionen von Otto Nicolais zuvor verschollenen Opern Il templario und Die Heimkehr des Verbannten haben zu einer Neubewertung dieses Komponisten geführt. (Diese und weitere Editionen sind in dem von ihm betriebenen mw.musikverlag erschienen). Seit 2012 ist er Herausgeber der nachgelassenen Werke Emil Nikolaus von Rezniceks, die in der Editio Reznicek (Wedemark) erscheinen.

## Publikationen (Auswahl)
- Michael Wittmann: Vox atque sonus. Studien zur Rezeption der Aristotelischen Schrift „De anima“ und ihre Bedeutung für die Musiktheorie, Pfaffenweiler: Centaurus-Verlags-Gesellschaft (Musikwissenschaftliche Studien; 4), (Freiburg, Univ., Diss., 1986). ISBN 3-89085-188-6
- Riflessioni per una rivalutazione delle composizioni operistiche di Saverio Mercadante. In: Gian Luca Petrucci, Giacinto Moramarco (Hrsg.): Saggi su Saverio Mercadante. Cassano delle Murge, Messagi 1992, S. 15–29.
- Meyerbeer e Mercadante? The reception of Meyerbeer in Italia. In: Cambridge Opera Journal, 5/2 (1993), S. 115–132.
- Das Bild der Italienischen Oper im Spiegel der Kritik der „Leipziger Allgemeinen Musikalischen Zeitung“. In: M. T. Muraro (Hrsg.): Le Parole della Musica. Studi in onore di Gianfranco Folena, Firenze 1995, S. II, 195–226.
- Giovanni Simone Mayrs Oper Medea in Corinto im Kontext der Medea-Vertonungen des 19. Jahrhunderts. In: Franz Hauk, Iris Winkler (Hrsg.): Werk und Leben Johann Simon Mayrs im Spiegel der Zeit, München-Salzburg, 1998, S. 105–119.
- Artikel Saverio Mercadante. In: S. Sadie (Hrsg.): The New Groves Dictionary of Music and Musicians, 7th. Edition, London 2001, Vol. 16, S. 438–448.
- Artikel Saverio Mercadante; Elisa e Claudio; Donna Caritea; Il giuramento; La vestale; Il reggente; Orazi e Curiazi; Pelagio; Luigi Ricci; Crispino e la comare; Giovanni Pacini; L’ultimo giorno di Pompei; Il corsaro; Saffo; Amilcare Ponchielli; I promessi sposi; La Gioconda. In: Elisabeth Schmierer (Hrsg.): Lexikon der Oper, 2 Bde., Laaber 2002.
- Liberalismus im antiken Gewande. Mercadantes Metastasio-Vertonungen für Lissabon (1828) im politischen Kontext ihrer Zeit. In: Peter Csobàdi u. a. (Hrsg.): Politische Mythen und nationale Identitäten im (Musik-)Theater. Vorträge und Gespräche des Salzburger Symposions 2001, Wort und Musik 54, Salzburg 2003, Band II, S. 461–470.
- Franz Xaver Scharwenka – Komponist aus Posen. In: T. Mäkelä / T. R. Klein (Hrsg.): Mehrsprachigkeit und regionale Bindung in Musik und Literatur, Interdisziplinäre Studien zur Musik 1, Frankfurt 2004.
- Mercadante, Saverio. In: Ludwig Finscher (Hrsg.): Die Musik in Geschichte und Gegenwart. Zweite Ausgabe, Personenteil, Band 12 (Mercadante – Paix). Bärenreiter/Metzler, Kassel u. a. 2004, ISBN 3-7618-1122-5, Sp. 1–6 (Online-Ausgabe, für Vollzugriff Abonnement erforderlich)
- Der ferne Klang des Jazz – Anmerkungen zu Ernst Kreneks Zeitoper „Jonny spielt auf“. In: Markus Engelhardt: Festschrift Wolfgang Witzenmann, Analecta musicologica 36, Laaber 2005, S. 567–581.
- Das verkannte Hauptwerk? Zur Entstehung von Otto Nicolais Oper Il proscritto / Der Verbannte (Mailand 1841 / Berlin 1849). In: Th. Betzwieser (u. a.): Bühnenklänge. Festschrift für Sieghart Döhring zum 65. Geburtstag, München 2005.
- Michele Carafa, I due Figaro (Milano 1820), Programmheft Bad Wildbad 2006. (Erweiterte Fassung als Booklet zur DVD dieser Produktion bei Bongiovanni).
- Saverio Mercadante, Don Chisciotte alle nozze di Gamaccio, Programmheft Bad Wildbad 2007. (Erweiterte Fassung als Booklet zur CD dieser Produktion bei Naxos).
- Ist Martinů ein tschechischer Komponist? Notwendige Anmerkungen zu einem heiklen Thema. (Im Druck)
- Otto Nicolai. Il Templario (Torino 1840). Anmerkungen einer Wiederentdeckung. Programmheft Städtisches Theater Chemnitz März 2008.
- Emil Nikolaus von Reznicek, Benzin, Programmheft Chemnitz November 2010.
- Saverio Mercadante, I due Figaro, Programmheft Salzburger Festspiele, Pfingsten 2011.
- Otto Nicolai, Die Heimkehr des Verbannten, Donizetti Society, Newsletter 113 [2011], S. 20–29.
- Saverio Mercadante, I briganti, Programmheft Bad Wildbad 2012. (Erweiterte Fassung als Booklet der CD).
- Anmerkungen zur Uraufführung von Saverio Mercadantes Oper Francesca da Rimini (Madrid 1830), Mitteilungsblatt der Freunde der Musik Gaetano Donizettis Nr. 01/2012. (Wiederabdruck in Festschrift Becker).
- Francesco Morlacchi – Ein Revisionsfall für die Musikgeschichte. In: Weberiana 25, (Hg. Frank Ziegler), Berlin 2015, S. 59–88.
- Emil Nikolaus von Reznicek und der Ständige Rat für internationale Zusammenarbeit der Komponisten. (Reznicek Studien 1), Wedemark 2015.
- Emil Nikolaus von Reznicek. Ein Forschungsbericht, Reznicek-Studien 2, Musikverlag H. M. Fehrmann, Wedemark 2015.
- Emil Nikolaus von Reznicek. Bausteine zu seiner Biographie, Reznicek-Studien 3, Musikverlag H. M. Fehrmann, Wedemark 2018.
- Anmerkungen zur modernen Erstaufführung von Saverio Mercadantes Oper Didone abbandonata, Donizetti Society Newsletter 135, London 2018, S. 12–18.
- Saverio Mercadante – Komponist zwischen Kommerz und Politik
- Saverio Mercadante – Systematisches Verzeichnis seiner Werke, MW-Musikverlag, Berlin 2020
- Josef Labor – Werkchronologie, Berlin 2020
- Kapellmeister Josef Resnitschek, Berlin 2020

Editionen (Auswahl)
- Conrad Ansorge, Klavierkonzert op 19 (1924)
- Carl Baermann, Fantasie orientale für Klarinette und Orchester
- Waldemar von Baußnern, Hymnus für Verfassungsfeiern (1928)
- Rudolf Braun, Bläserquintett (1911)
- Richard Heuberger, Klavierquintett g-moll (1877)
- Josef Labor, Divertimento für Klavier (linke Hand), Flöte, Oboe, Viola und Violoncello (1923)
- Josef Labor, Klavierquartett B-Dur (Nr. 0) für Klavier, Violine, Viola und Violoncello (1874)
- Josef Labor, Klavierquartett c-moll (Nr. 2) für Klavier (linke Hand), Violine, Viola, Violoncello (1916)
- Josef Labor, Konzertstück Nr. 1 (1915) für Klavier (linke Hand) und Orchester
- Josef Labor, Konzertstück Nr. 2 (1917) für Klavier (linke Hand) und Orchester
- Josef Labor, Konzertstück Nr. 3 (1923) für Klavier (linke Hand) und Orchester
- Josef Labor, Quintett für Oboe, Klarinette, Fagott, Horn und Klavier (1921)
- Josef Labor, Streichquartett C-Dur (1888)
- Josef Labor, Thema, Variationen und Fuge über ein schottischesTanzlied für Orchester (1899)
- Wilhelm Mayer-Rémy, Klavierquartett d-moll, opus 1 (circa 1857)
- Wilhelm Mayer-Rémy, Ouvertüre zu Byrons Trauerspiel (1867) für großes Orchester
- Saverio Mercadante, Concertone Nr. 5 für Flöte, 2 Klarinetten, Horn und Orchester (1817)
- Saverio Mercadante, Omaggio al immortale Rossini (1868)
- Saverio Mercadante, Zwei Potpourris für Oboe und kleines Orchester (1816)
- Saverio Mercadante, Sinfonie A Rossini (1864)
- Otto Nicolai, Il templario. Oper in drei Akten (1840)
- Otto Nicolai, Die Heimkehr des Verbannten/Der Verbannte. Oper in drei (1843/49)
- Otto Nicolai, Ouvertüre zur Oper Il proscritto (1840)
- Emil Nikolaus von Reznicek, Allegro alla Polacca für Streichquartett
- Emil Nikolaus von Reznicek, Das goldene Kalb Ballett in vier Bildern (1935) von Viggo Cavling
- Emil Nikolaus von Reznicek, Der rote Sarafan für Militärorchester
- Emil Nikolaus von Reznicek, Ernster Walzer für Orchester
- Emil Nikolaus von Reznicek, Festouvertüre Dem befreiten Köln
- Emil Nikolaus von Reznicek, Frieden – eine Vision für gem. Chor, Orgel und Orchester
- Emil Nikolaus von Reznicek, Gebet aus der Oper Emerich Fortunat für Militärorchester
- Emil Nikolaus von Reznicek, Grünne-Marsch für Militärorchester
- Emil-Nikolaus von Reznicek, Nach Damaskus III, Schauspielmusik zu Strindbergs Drama
- Emil Nikolaus von Reznicek, In memoriam – Supplementum (1928/36)
- Emil Nikolaus von Reznicek, Kantate Vom ewigen Frieden
- Emil Nikolaus von Reznicek, Konzertstück für Violine und Orchester
- Emil Nikolaus von Reznicek, Mea culpa – Vorspiel zu Das Opfer
- Emil Nikolaus von Reznicek, Marsch (1915) für Klavier/Militärorchester
- Emil Nikolaus von Reznicek, Praeludium und Fuge für Orchester cis-Moll (1. Fassung)
- Emil Nikolaus von Reznicek, Praeludium und Fuge für Orchester cis-Moll (2. Fassung)
- Emil Nikolaus von Reznicek, Praeludium und Ganztonfuge c-Moll
- Emil Nikolaus von Reznicek, Potpourri aus Die wunderlichen Geschichten des Kapellmeister Kreisler für Salonorchester
- Emil Nikolaus von Reznicek, Ouvertüre & Zwischenaktmusik aus Die verlorene Braut
- Emil Nikolaus von Reznicek, Raskolnikoff-Ouvertüre Nr. 1 (1925)
- Emil Nikolaus von Reznicek, Ruhm und Ewigkeit - Vier Monologe [nach Friedrich Nietzsche] für Alt/Bariton und Orchester
- Emil Nikolaus von Reznicek, Streichquartett [Nr. 2] cis-Moll
- Emil Nikolaus von Reznicek, Streichquartett [Nr. 5 e-Moll]
- Emil-Nikolaus von Reznicek, Streichquartett-Fragment c-moll (3 Sätze)
- Emil Nikolaus von Reznicek, Suite aus Die beste Polizei für Streichorchester
- Emil Nikolaus von Reznicek, Valse pathetique für Orchester/Salonorchester/Klavier
- Emil Nikolaus von Reznicek, Vier Bet- und Bußgesänge für Alt/Bariton und Orchester
- Emil Nikolaus von Reznicek, Walzer-Serenade für Klaviertrio
- Emil Nikolaus von Reznicek, Walzer-Suite für Orchester
- Emil Nikolaus von Reznicek, Wie Till Eulenspiegel lebte
- Emil Nikolaus von Reznicek, Zwei Balladen aus fredericianischer Zeit für Bass und Orchester
- Xaver Scharwenka, Orchestration Henry Wood, Three Polish National Dances, (1899/1919) für großes Orchester